# David Quessenberry
David Lee Quessenberry Jr. (La Jolla, 24 agosto 1990) è un giocatore di football americano statunitense che milita nel ruolo di offensive guard per i Minnesota Vikings della National Football League (NFL).

## Carriera universitaria
In gioventù frequenta la La Costa Canyon High School di Carlsbad, California, dove ha modo di praticare il football americano (come tight end) e il lacrosse. Si diploma senza guadagnare alcuna borsa di studio per l'università; grazie a un incontro con un assistente allenatore dei San Jose State Spartans, tuttavia, Quessenberry ha modo di ottenere un posto al college. Nel 2012 corona il proprio senior year con la conquista del Military Bowl, con la nomina a finalista del Trofeo Burlsworth e con l'inserimento nella prima squadra ideale della Western Athletic Conference. Scende inoltre in campo in occasione del Senior Bowl, risultando nel primo giocatore degli Spartans a riuscirvi nella storia della squadra.

## Carriera professionistica
Nel corso del Draft NFL 2013, Quessenberry viene selezionato al sesto giro dagli Houston Texans, come centosettantaseiesima scelta in assoluto. Il 4 settembre 2013, poco prima dell'inizio della stagione regolare, rimedia tuttavia una frattura al piede che gli fa saltare l'intera stagione. Nel giugno 2014, di rientro dall'infortunio, Quessenberry manifesta alcuni sintomi successivamente presto ricondotti alla comparsa di un linfoma. Ne segue quindi un trattamento chemioterapeutico durato fino al 13 aprile 2017, terminato con successo. Torna ad allenarsi con il team di Houston nel maggio 2017. A inizio settembre 2013 viene decurtato dalla rosa attiva, restando tuttavia nella squadra di allenamento. Trova però spazio nel finale di stagione: il 25 dicembre 2017 fa infatti il suo debutto tra i professionisti, nella gara contro i Pittsburgh Steelers.
Messo sul mercato a fine agosto 2018, l'11 settembre seguente si aggrega alla squadra di allenamento dei Tennessee Titans. Trascorre la stagione 2018 da gregario, venendo però promosso a riserva per il 2019: debutta quindi con la franchigia di Nashville l'8 settembre 2019, nel match contro i Cleveland Browns. Dopo appena cinque squadre è tuttavia nuovamente relegato alla squadra di allenamento. È ancora promosso alla rosa attiva per il 2020, durante la quale annata diventa guardia destra titolare dei Titans (ruolo mantenuto anche nel 2021).
Il 21 aprile 2022 sigla un accordo annuale con i Buffalo Bills.
Il 30 agosto 2023 Quessenberry firma con i Minnesota Vikings.